# Vacal
Vacal es un cultivar de higuera de tipo higo común Ficus carica, bífera (con dos cosechas por temporada, las brevas de primavera-verano, y los higos de otoño), con higos de epidermis con color de fondo verde amarillento, y con sobre color amarillo verdoso. Se cultiva en la colección de higueras de Montserrat Pons i Boscana en Llucmajor (España).

## Sinonimia
- “Bocal”,[4][6][7]

## Historia
Actualmente la cultiva en su colección de higueras baleares Montserrat Pons i Boscana, procedente de un ejemplar o higuera madre localizada en el predio "Míner", lacolección de higueras propiedad de Josep Sacarès i Mulet en La Marina del término de Llucmajor.
La variedad 'Vacal' es muy poco conocida y muy poco cultivada, ya en tiempo de Estelrich era difícil localizarla, se denominó así por su gran tamaño.

## Características
La higuera 'Vacal' es una variedad bífera de tipo higo común de dos cosechas por temporada, aunque las brevas solo las produce en años favorables. Árbol de vigorosidad mediana, y un buen desarrollo en terrenos favorables, copa redondeada clara, con notable emisión de rebrotes. Sus hojas son de 3 lóbulos en su mayoría, y menos de 5 lóbulos. Sus hojas con dientes presentes y márgenes dentados poco marcados. 'Vacal' tiene un desprendimiento de higos escaso, con un rendimiento productivo medio y periodo de cosecha mediano. La yema apical cónica de color verde amarillento.
Los frutos de la higuera 'Vacal' son frutos de un tamaño de longitud x anchura:57 x 61mm, los higos son de tamaño muy grande de forma esférica, siendo sus frutos uniformes en las dimensiones, simétricos en la forma, gran porcentaje de frutos aparejados y menos de formaciones anormales, de unos 87,630 gramos en promedio, cuya epidermis es de un grosor mediano, de textura fina al tacto, de consistencia mediana, con color de fondo verde amarillento, y con sobre color amarillo verdoso. Ostiolo de 5 a 7 mm con escamas grandes rosadas. Pedúnculo de 2 a 5 mm cilíndrico verde amarillento. Grietas numerosas muy finas. Costillas marcadas. Con un ºBrix (grado de azúcar) de 16 de sabor insípido, poco dulce, con color de la pulpa rojo claro. Con cavidad interna grande, con aquenios medianos en tamaño y pocos en cantidad. Los frutos maduran con un inicio de maduración de los higos sobre el 14 de agosto a 22 de septiembre. Cosecha con rendimiento productivo mediano, y periodo de cosecha elevado.
Se usa en alimentación animal. Difícil abscisión del pedúnculo. Muy sensibles a las lluvias, resistentes al transporte, y al desprendimiento.

## Cultivo
'Vacal', debido a sus cualidades organolépticas se utiliza en alimentación de ganado ovino y porcino. Se está tratando de recuperar de ejemplares cultivados en la colección de higueras baleares de Montserrat Pons i Boscana en Llucmajor.